# Marilyn Galsworthy
Marilyn Galsworthy (* 1954) ist eine britische Schauspielerin.

## Leben
Galsworthy spielte in den späten 1970er Jahren in einer Reihe Theaterproduktionen der Royal Shakespeare Company, darunter in William Shakespeares Viel Lärm um nichts an der Seite von Judi Dench und Ian McDiarmid und Ein Sommernachtstraum neben Patrick Stewart. Zudem war sie neben Alfred Molina in C.P. Taylors Bandits und Barrie Keeffes Frozen Assets zu sehen. In letzterer Produktion sowie in James Robsons Factory Birds agierte sie an der Seite von John Nettles.
Dem internationalen Filmpublikum bekannt wurde sie 1977 durch eine Nebenrolle im James-Bond-Film James Bond 007 – Der Spion, der mich liebte. Als Sekretärin des von Curd Jürgens gespielten Karl Stromberg stiehlt sie diesem einen Mikrofilm. Er lässt sie daraufhin durch eine Falltür im Aufzug in ein riesiges Aquarium fallen, wo sie von einem Weißen Hai getötet wird. Dies blieb jedoch bislang ihre einzige Filmrolle.
Im selben Jahr begann ihre Fernsehkarriere. In den ersten sieben Folgen der ITV-Sitcom Backs to the Land spielte sie die Daphne Finch-Beauchamp. Später hatte sie zwei Auftritte in der kurzlebigen Actionserie Danger UXB. Das deutschsprachige Publikum konnte sie in der Episode Spiel ohne Limit in einem Gastauftritt in der populären Actionserie Die Profis als Anna Jones sehen. In den 1980er Jahren wurden ihre Rollen bereits sehr rar, eine letzte Schauspielrolle hatte sie 1990 in der BBC-Sitcom Don't Wait Up.
Galsworthy ist geschieden und hat drei Kinder, darunter das Model und Reality-TV-Star Jasmine Lennard. Bei deren Auftritt in Celebrity Big Brother (der britischen Version von Promi Big Brother) 2012 war Galsworthy als Gast in zwei Folgen zu sehen.

## Filmografie (Auswahl)

### Film
- 1977: James Bond 007 – Der Spion, der mich liebte (The Spy who loved me)

### Fernsehen
- 1977: Backs to the Land
- 1979: Danger UXB
- 1983: Die Profis (The Professionals)
- 1987: Executive Stress